# UNSA-Territoriaux
 (mars 2024).
Si vous disposez d'ouvrages ou d'articles de référence ou si vous connaissez des sites web de qualité traitant du thème abordé ici, merci de compléter l'article en donnant les références utiles à sa vérifiabilité et en les liant à la section « Notes et références ».
UNSA Territoriaux est une fédération de syndicats membres de l'UNSA. Elle regroupe des syndicats locaux de personnels (agents) de la fonction publique territoriale. Elle est membre de l'UNSA Fonction publique.
Assemblée générale et congrès :
- Assemblée générale constitive - 11 octobre 2005
- 2ème congrès - octobre 2009 - Toulouse
- 3ème congrès - juin 2012 - Le Mans
- 4ème congrès - juin 2016 - Périgueux
- 5ème congrès - octobre 2020 - Brest
- 6ème congrès - juin 2024 - Montpellier

Secrétaires généraux :
- Brigitte Lerondel (Antibes) 2005-2007
- Catherine Guerin (Nantes) 2007-2016
- Claudie Coste (Auvergne-Rhône-Alpes) juin 2016 à août 2016
- Sylvie Ménage (Paris) 2016-2023
- Michel Lestienne (Pays de la Loire) 2023-2024
- Charles Cosse (SDIS 33) depuis le 7 juin 2024

Dans le cadre du respect de la charte de l'UNSA, la fédération UNSA Territoriaux coordonne les syndicats des agents territoriaux.